# Тадамичи Курибаяши
Тадамичи Курибаяши (на японски: 栗林 忠道) е японски генерал от Императорската армия на Япония по време на Втората световна война, писател, поет на хайку и дипломат. Става най-известен като командир на японския гарнизон по време на битката за Иво Джима.
Още преди битката той настоява да споделя трудните моменти с хората си. Също така, той не позволява банзай-атаките, които счита за ненужно пропиляване на човешки животи. Американската морска пехота очаква да превземе острова за пет дни, но хората на Курибаяши ги удържат в продължение на 36 дни. Смята се, че е загинал в хода на битката, но тялото му така и не е идентифицирано от американските военни.

## Ранен живот
Курибаяши е роден на 7 юли 1891 г. в дребно самурайско семейство от префектура Нагано. Завършва Военната академия през 1914 г., специализирайки кавалерия. Продължава да учи в Кавалерийското училище на армията до 1918 г., а през 1923 г. завършва Висшата военна академия на армията с чудесен успех и военна сабя за награда, връчена му от императора Тайшо.
През 1928 г. е назначен за заместник-военно аташе във Вашингтон. През следващите две години пътува из САЩ, провеждайки обширно военно и промишлено разузнаване, откривайки, че въоръжените сили и промишлеността в САЩ са тясно свързани.
След като се завръща в Токио, Курибаяши е повишен на майор и е назначен за военно аташе в Канада. През 1933 г. е произведен в подполковник. По време на службата си в Генералния щаб на армията в Токио (1933 – 1937), той пише текстовете на няколко военни песни. През 1940 г. е повишен на генерал-майор.
До нападението над Пърл Харбър, Курибаяши повтаря пред семейството си, че „САЩ е последната държава, срещу която трябва да се сражава Япония“.

## Втора световна война
През декември 1941 г. Курибаяши е мобилизиран на бойното поле като началник-щаб на 23-та армия под командването на Такаши Сакай, която впоследствие участва в битката за Хонконг. В окупирания Хонконг японците извършват зверски кланета, заради които Сакай е осъден и екзекутиран след войната. По данни на свой подчинен, Курибаяши редовно е посещавал ранените войници в болницата, което по това време е нечувано за офицер от Генералния щаб.
През 1943 г. е повишен на генерал-лейтенант и назначен за командир на 2-ра гвардейска дивизия, която е основно за резерви и учения. На 27 май 1944 г. е назначен за командир на 109-а дивизия. Само две седмици по-късно, на 8 юни 1944 г., получава заповед от министър-председателя Хидеки Тоджо да организира отбраната на стратегическия остров Иво Джима, част от островната верига Бонин. Според съпругата на Курибаяши, той ѝ е споделил преди да замине, че е слабо вероятно дори прахът му да се завърне от Иво Джима. Според някои историци, възможно е Курибаяши нарочно да е бил избран за самоубийствената мисия, тъй като той вече е изразил мнението си, че войната със САЩ не може да бъде спечелена и може да бъде приключена само с преговори. В очите на ултранационалистите в Генералния щаб и кабинета на Тоджо, позицията на Курибаяши е нищо повече от пораженство. Вечерта преди да замине за Иво Джима, той е удостоен с честта да разговаря лично с император Хирохито.
На 19 юни 1944 г. Курибаяши слиза на самолетната писта на острова. Той прави внимателно проучване на терена на Иво Джима и нарежда на хората си да построят укрепления към вътрешността му. Той решава, че битката за острова ще се води почти изцяло под земята. Хората му изграждат 18 km тунели и 5000 пещери и бункери. Той ясно осъзнава, че островът не може да бъде спасен пред числено превъзхождащите американски сили, но в същото време знае, че загубата му би поставила Япония в обсега на американските стратегически бомбардировачи. Поради тази причина, той решава, че може да забави превземането на острова и следователно бомбардировките над японски цивилни, като се надява, че може да накара САЩ да се откажат от това да нахлуят на японските острови. Все пак, той е твърдо убеден, че ще загине в предстоящата битка.
На 19 февруари 1945 г. американските морски пехотинци слизат за пръв път на острова. За тяхно учудване, те необезпокоявано слизат на южния му бряг, но след това ги залива дъжд от картечен огън и снаряди от бункерите под земята. Американското командване е особено учудено, че японците не предприемат банзай-атаки. Американците започва да изравят дупки в земята и да изливат жълт фосфорен газ, с цел да изкарат японците от тунелите. Междувременно, Курибаяши отвежда войниците си в силни укрепена клисура. Там той ръководите войската под светлината свещите, без сън, ден след ден, получавайки радио съобщения от Япония, целящи да го окуражават.
Американците безуспешно се опитват да изчистят подземните скривалища на японците с танкове и огнехвъргачки. Те изпращат и японски военнопленници, които да убедят защитниците да се предадат, също безуспешно. Вечерта на 23 март 1945 г. Курибаяаши изпраща последното си радиосъобщение до майор Хори – „сбогом от Иво“.
Точните обстоятелства покрай смъртта на Курибаяши остават неизяснени и до днес. Той най-вероятно е бил убит в бой сутринта на 26 март 1945 г., докато отвежда оцелелите си войници срещу спящите морски пехотинци.  Те започват да наръгват с щикове спящите войници и да хвърлят гранати между тях. Нападението прераства в ръкопашен бой между двете армии. Тъй като генерал Курибаяши премахва офицерските си опознавателни знаци, за да се сражават като обикновен войник, тялото му не е идентифицирано след сражението.
Островът е официално превзет от американците на 26 март 1945 г., които понасят 26 039 жертви. От японските 22 786 защитници, едва 1083 оцеляват и са заловени. Някои от тях, обаче, продължават да се укриват в дупки из острова. Последните японски войници се предават чак на 6 януари 1949 г. – няколко години след края на войната.